# Lukáš Zima
Lukáš Zima (* 9. ledna 1994 Hradec Králové) je český profesionální fotbalový brankář, který chytá za rumunský klub Petrolul Ploiesti. Je také bývalým českým mládežnickým reprezentantem.

## Reprezentační kariéra
Zima nastupoval za české mládežnické výběry od kategorie U16.
Trenér Vítězslav Lavička jej v červnu 2017 vzal na Mistrovství Evropy hráčů do 21 let v Polsku. Český tým obsadil se třemi body 4. místo v základní skupině C.